# Zakaria Al Omari
Zakaria Al Omari là một cầu thủ bóng đá Syria thi đấu cho Al-Ittihad, thi đấu ở Giải bóng đá ngoại hạng Syria